# Ceutorhynchus napi
Ceutorhynchus napi är en skalbaggsart som beskrevs av Leonard Gyllenhaal 1837. Ceutorhynchus napi ingår i släktet Ceutorhynchus, och familjen vivlar. Arten har ej påträffats i Sverige.

## Bildgalleri

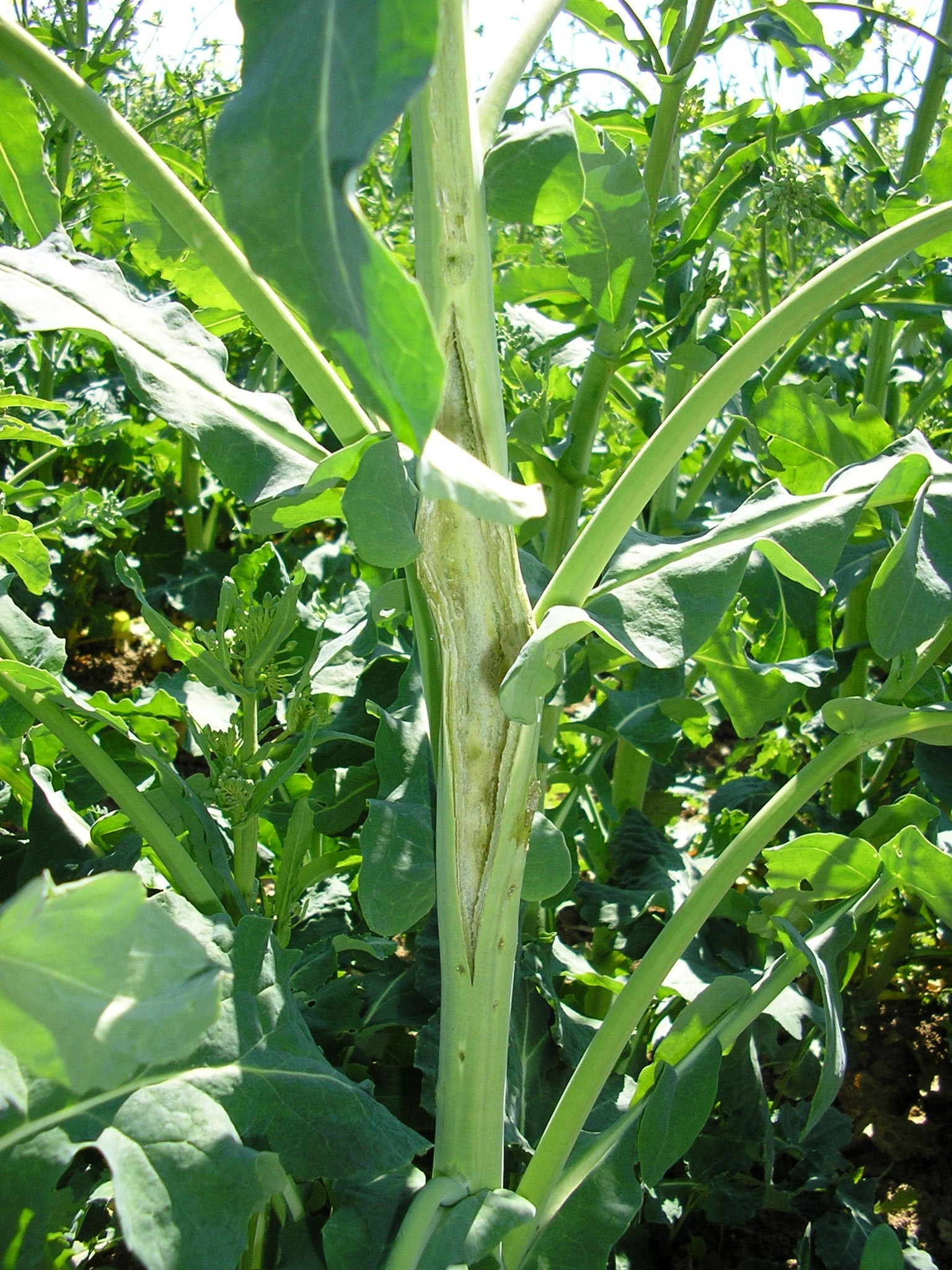